# Clan Di Lauro
Il  clan Di Lauro è un sodalizio camorristico di Napoli, operante nell'area a nord, nei quartieri di Secondigliano e Scampia, fondato da Paolo Di Lauro nel 1982. Il nucleo centrale del clan è originario di via Cupa dell'Arco. Al suo apice, tra i primi anni '90 e l'inizio degli anni 2000, l'organizzazione guadagnava più di 500.000 euro al giorno dalla sola vendita di droga, rendendo Secondigliano il più grande mercato della droga a cielo aperto d'Europa, specialmente nelle vele di Scampia, diventate simbolo di spaccio e di criminalità organizzata.

## Storia
Nel 2002 ci fu la prima inchiesta della Direzione Distrettuale Antimafia che portò in carcere i personaggi più importanti del clan, anche se non fu arrestato l'elemento di spicco, il boss Paolo Di Lauro (detto Ciruzzo 'o Milionario). Ma il potere non venne meno, anzi, quando subentrarono i figli del boss, la cosca rafforzò le sue alleanze con gli altri clan dell'Alleanza di Secondigliano e moltiplicò i guadagni. Tutto ciò a discapito della "vecchia guardia", che venne in molti settori messa da parte, e che diede il via, nel 2004, a quella che è conosciuta come la prima faida di Scampia: alcuni fedelissimi di Paolo Di Lauro abbandonarono il boss, si ribellarono e gli fecero la guerra in qualità di Scissionisti di Secondigliano.
Da Secondigliano e Scampia a Mugnano, Arzano, Melito, Napoli e nelle più grandi e importanti piazze di spaccio del sud Italia, il clan Di Lauro era capace di far circolare la droga grazie ad un’organizzazione  verticistica senza precedenti nella storia del narcotraffico italiano. Questo grazie anche al suo esercito di affiliati: prima della faida interna, erano centinaia.
Il 1º aprile 2004 viene arrestato in Francia Vincenzo Di Lauro.
Il 7 dicembre 2004 vengono eseguite 53 ordinanze di custodia cautelare su un totale di 70, tra i nomi figurava anche quello di Ciro Di Lauro, figlio del noto boss Paolo, mentre Marco e Cosimo da quel momento si daranno alla latitanza.
Il 21 gennaio 2005 viene arrestato a Napoli Cosimo Di Lauro, l'artefice della prima faida di Scampia.
Il 3 marzo 2005 viene effettuato un blitz contro il clan Di Lauro.
Un potere che Paolo Di Lauro seppe esercitare anche senza farsi vedere. Il clamore suscitato dalla prima faida di Scampia era comunque troppo grande per poter passare inosservato. Così, dall'inizio del 2005, si susseguirono indagini e blitz nei bunker della cosca a Secondigliano e a Scampia, che portarono agli arresti di molti componenti del direttorio del clan. Infine, il 16 settembre 2005, ci fu l'arresto da parte dei Carabinieri del boss Paolo Di Lauro per il quale erano in corso due processi, di cui uno in fase di indagini preliminari.
Nel giugno 2013 vengono arrestati oltre 100 affiliati al clan, tra cui anche Raffaele Di Lauro, 19 anni, figlio di Paolo Di Lauro. I reati contestati sono associazione per delinquere di stampo mafioso, traffico internazionale di stupefacenti (in particolare cocaina proveniente dalla Spagna), tentativo di omicidio e detenzione di armi, tutti aggravati da finalità mafiosa.
Il 2 marzo 2019, nel quartiere Marianella, viene arrestato il superboss latitante Marco Di Lauro.
Secondo il pentito Domenico Esposito, il clan Di Lauro aveva un patto per questioni di droga con il clan Contini, in particolare con Ciro Contini, nipote di Edoardo Contini.

## Boss
- Paolo Di Lauro (Napoli, 26 agosto 1953)
- Enrico D'Avanzo (Napoli, 23 gennaio 1959), fratello della moglie di Paolo Di Lauro
- Cosimo Di Lauro (Napoli, 8 dicembre 1973 - Opera, 13 giugno 2022)
- Vincenzo Di Lauro (Napoli, 19 luglio 1975)
- Ciro Di Lauro (Napoli, 29 maggio 1978)
- Marco Di Lauro (Napoli, 16 giugno 1980)

## Situazione recente
Secondo le segnalazioni dell'Antimafia effettuate nel 2021, dopo oltre un decennio di grande indebolimento dell'organizzazione, grazie agli arresti della maggior parte dei suoi affiliati, il clan sarebbe infatti tornato alla ribalta, avendo una vocazione sempre più imprenditoriale e sempre meno coinvolti in estorsioni e altri "crimini di strada". I Di Lauro manterrebbero la propria autorevolezza e solidità economica attraverso ricorrenti rimodellamenti delle proprie strutture interne, ma in particolare in nuove strategie imprenditoriali funzionali al riciclaggio. La nuova dirigenza dell'organizzazione, che secondo le autorità è ora guidata da uno dei figli di Paolo Di Lauro, sta investendo principalmente nel contrabbando internazionale di tabacchi lavorati esteri e contemporaneamente sta rilanciando il fenomeno della contraffazione in tutta Europa.

## Figli del boss
Sposato dal 1973 con Luisa D'Avanzo, ha avuto da questa dieci figli maschi.
- Cosimo (Napoli, 8 dicembre 1973 - Opera, 13 giugno 2022) Nei libri paga venne indicato con la sigla "F1", ricercato dal 7 dicembre 2004 ed arrestato il 21 gennaio 2005. È morto il 13 giugno 2022 dopo aver scontato 17 anni di prigionia nel supercarcere di Opera in regime 41-bis.
- Vincenzo (Napoli, 19 luglio 1975) Nei libri paga viene indicato con la sigla "F2", detenuto dal 2004 al 2006 per associazione a delinquere[7], arrestato il 27 marzo 2007 per associazione a delinquere di stampo camorristico e infine scarcerato nel gennaio 2015 per fine pena. Arrestato nuovamente nel marzo 2023 per omicidio e assolto due settimane dopo per mancanza di prove. Arrestato di nuovo in un blitz il 17 ottobre successivo.
- Ciro (Napoli, 29 maggio 1978) arrestato per associazione mafiosa il 7 dicembre 2004 e scarcerato nel dicembre 2014 per fine pena. Arrestato nuovamente nel febbraio 2022 per omicidio[8].
- Marco (Napoli, 16 giugno 1980) latitante dal 7 dicembre 2004 al 2 marzo 2019, quando viene arrestato per associazione di stampo mafioso.
- Nunzio (Napoli, 13 ottobre 1985) Nei libri paga viene indicato con la sigla “F5”, ricercato dal luglio 2007 viene arrestato il 28 febbraio 2008 per associazione a delinquere di stampo mafioso e altri reati, tra cui omicidio per aver massacrato, uccidendolo di botte un pensionato, prima di passargli sul corpo con il motorino assieme ad Antonio Mennetta (Napoli, 3 gennaio 1985) futuro capo dei "Girati" (il pensionato in questione era Vittorio Bevilacqua, 64 anni, padre di Massimo Bevilacqua considerato un gregario dei "cosiddetti scissionisti"). Condannato nel 2022 a trent'anni per omicidio[9].
- Salvatore (Napoli, 7 febbraio 1988) Nei libri paga viene indicato con la sigla "F6", viene arrestato il 8 febbraio 2006 e scarcerato nel 2014 per fine pena arrestato nuovamente il 6 giugno 2017, verrà scarcerato solamente 15 giorni dopo il 21 giugno 2017. Infine viene arrestato per l'ultima volta il 28 febbraio 2018 e scarcerato il 23 marzo dello stesso anno.
- Domenico (Napoli, 1989 - Napoli, 18 maggio 2004) morto a seguito di un incidente motociclistico.
- Antonio (Napoli, 4 aprile 1991) Nei libri paga viene indicato con la sigla “F8”, viene arrestato il 21 dicembre 2010 e condannato a 12 anni di reclusione per associazione a delinquere di stampo mafioso.
- Raffaele (Napoli, 1994) Nei libri paga viene indicato con la sigla “F9”, viene arrestato il 12 giugno 2013 e scarcerato il 16 settembre 2016.
- Giuseppe (Napoli, 1997) Nei libri paga viene indicato con la sigla “F10” è incensurato.

## Codici di condotta
Negli anni in cui Paolo Di Lauro era a capo del clan, decretò diversi ordini di condotta per i suoi affiliati, tra questi, che era vietato assassinarsi a vicenda per motivi economici, di conseguenza, qualora ci fossero stati problemi economici tra i membri o affiliati, veniva convocata appositamente una riunione dei vertici dell'organizzazione per una trattativa. Un'altra regola era in relazione alle continue guerre territoriali tra i clan di camorra: nel clan Di Lauro non era consentito assassinare membri di clan rivali per questo motivo, a meno che l'intera camera formata da tutti i capi clan non desse l'autorizzazione a farlo. Il clan tuttavia è piuttosto severo riguardo agli affari extraconiugali dei suoi membri, e corteggiare la donna dei suoi membri o affiliati. In questo caso è consentito l'omicidio di chi ha infranto una di queste due regole.

## Affiliati
- Lucio De Lucia (Napoli, 30 aprile 1955 – 21 marzo 2007), boss.
- Claudio Salerno (Napoli, 10 maggio 1964 – 28 ottobre 2004), incensurato e zio di Fulvio Montanino.
- Pietro Esposito (1966), ex killer, oggi pentito
- Francesco Cardillo (1971 – 14 marzo 2007).
- Giuseppe Pica (Napoli, 31 marzo 1973 – 14 marzo 2007), boss dirigente.
- Antonio Ferraro (Napoli, 30 dicembre 1973), killer.
- Gennaro Aruta (1974), capozona dei Di Lauro.
- Luigi Petrone (1974), ragioniere del clan Di Lauro.
- Fulvio Montanino (Cercola, 1º agosto 1974 – 28 ottobre 2004), braccio destro di Cosimo e nipote di Claudio Salerno.
- Daniele Tarantino (1976), boss, arrestato il 21 dicembre 2010.
- Gennaro Esposito (1976), killer, arrestato il 12 giugno 2013.
- Gennaro Vizzaccaro (1976), arrestato il 12 giugno 2013.
- Salvatore Tamburrino (Napoli, 12 marzo 1977), killer.
- Salvatore Esposito (Napoli, 1977), killer.
- Salvatore Zimbetti (Napoli, 1977), killer.
- Ciro Saggese (1978), capozona dei Di Lauro.
- Giuseppe Prezioso (1978), era il guardaspalle di Cosimo Di Lauro.
- Salvatore Starace (Napoli, 1978), killer.
- Umberto La Monica (Napoli, 21 settembre 1978), killer.
- Ugo De Lucia (Napoli, 7 novembre 1978), killer.
- Francesco Barone (Napoli, 16 gennaio 1979), in seguito passò con gli scissionisti e per questo gli uccisero la madre: Carmela Attrice.
- Nunzio Talotti (1979)
- Ferdinando Emolo (Napoli, 14 febbraio 1980), killer, scarcerato.
- Giovanni Cortese (Napoli, 14 maggio 1980).
- Salvatore Monaco (Napoli, 1980), killer.
- Antonello Faiello (1981 – 14 aprile 2011).
- Salvatore Musolino (1981).
- Francesco Giannino (1981 – 22 marzo 2004), membro importante del clan Di Lauro e braccio destro di Cosimo Di Lauro.
- Michele Tavassi (Napoli, 1982), killer, arrestato nel 2005.
- Emanuele Niola (1984), arrestato il 12 giugno 2013. Scarcerato, viene arrestato nuovamente da latitante l’11 ottobre 2017.
- Antonio Mennetta (Napoli, 3 gennaio 1985), killer, in seguito passò con gli scissionisti. Fu detenuto ininterrottamente dal 7 dicembre 2004 sino al 10 dicembre 2010. Arrestato nel 2013. Detenuto.
- Mario Buono (Napoli, 16 gennaio 1985) killer, arrestato nel 2007.
- Luigi De Lucia (1985), arrestato il 12 giugno 2013.
- Nunzio Di Lauro (Napoli, 13 ottobre 1985), killer.
- Luigi Magnetti (Napoli, 16 settembre 1986 – 25 settembre 2007), killer, in seguito passò con gli scissionisti.
- Luigi Giannino (Napoli, 24 maggio 1987 – 13 giugno 2007), killer, in seguito passò con gli scissionisti.
- Vincenzo Lombardi, killer.
- Salvatore Di Lauro (Napoli, 7 febbraio 1988), capopiazza dello spaccio.
- Carlo Capasso (25 febbraio 1988), ex killer, collaboratore di giustizia dal dicembre 2009.
- Pasquale Reccia (Napoli, 1988), killer.
- Giovanni Spinelli, boss scarcerato.
- Luca Raiano (1989), killer, arrestato nel 2010.
- Gaetano Petriccione (1990), arrestato nel 2010.
- Antonio Di Lauro (Napoli, 4 aprile 1991).
- Antonio Tarantino (Napoli, 15 giugno 1993), arrestato l’11 ottobre 2016.
- Raffaele Di Lauro (Napoli, 1994).
- Gaetano Todisco, guardaspalle.
- Pasquale Spinelli, killer